# Hajany
Hajany (deutsch Hajan) ist eine Gemeinde in Tschechien. Sie liegt zehn Kilometer südwestlich des Stadtzentrums von Brno und gehört zum Okres Brno-venkov.

## Geographie
Hajany befindet sich rechtsseitig des Tals der Bobrava in der Thaya-Schwarza-Talsenke. Nördlich erheben sich der Nebovid (369 m) und die Kozí hora (355 m), im Süden die Hájiska (281 m) und nordwestlich der Písoňky (341 m).
Nachbarorte sind Nebovidy und Moravany im Norden, Modřice im Nordosten, Želešice und Popovice im Osten, Rajhrad und Holasice im Südosten, Syrovice im Süden, Mělčany im Südwesten, Tikovice, Ořechov und Ořechovičky im Westen sowie Střelice im Nordwesten.

## Geschichte
Die erste schriftliche Erwähnung des größtenteils zum Prämonstratenserinnenkloster Rosa Coeli gehörigen Dorfes erfolgte 1323, als die Königinwitwe Elisabeth den Ort zusammen mit dem Patronat über die Brünner Mutter-Gottes-Kirche beim Kloster gegen das Städtchen Pravlov eintauschte, um in Alt Brünn ein Kloster zu stiften. Einen weiteren Anteil besaß der Leobschützer Pfarrer Vitoslav. Unter der Bedingung seiner Beisetzung in der Klosterkirche überließ der Pfarrer 1339 dem Zisterzienserinnenkloster Aula Sanctae Mariae auch seinen Anteil. 1714 verkaufte das Alt Brünner Kloster das Gut Hajany zusammen mit einem Teil von Syrovice an Johann Kaschnitz von Weinberg. Von diesem erwarb 1717 Eustach Joseph Gerstmann von Gerstfeld das Gut Hajan. In den Jahren 1723 bis 1724 entstanden in Hajany zwölf neue Chaluppen. Das älteste Ortssiegel stammt aus dem Jahre 1733 und trägt die Inschrift Obec Hagani 1733. Bis 1749 bestand ein Weinberg, der danach in Ackerland verwandelt wurde. Weitere Besitzer waren ab 1746 Heinrich Hajek von Waldstätten und ab 1790 Matthias von Smetana. Zu dieser Zeit lebten in den 19 Häusern des Dorfes 110 Menschen. Um 1795 ließen die Herren von Smetana am Herrenhof ein kleines Schloss errichten. Zum Gut gehörte auch eine Brennerei sowie eine Essigfabrik. Nach den Rittern von Smetana folgen im 19. Jahrhundert die Grafen Mitrovský von Mitrovice und Nemyšl. Gepfarrt war das Dorf nach Groß Urhau. 1834 bestand der Ort aus 36 Häusern und hatte 239 Einwohner.
Nach der Aufhebung der Patrimonialherrschaften bildeten Hajany ab 1850 eine Gemeinde in der Bezirkshauptmannschaft Brünn. In der zweiten Hälfte des 19. Jahrhunderts entdeckte Heinrich Wankel bei Hajany eine prähistorische Grabstätte. 1869 lebten in den 36 Häusern von Hajany 307 Menschen. Im Jahre 1877 ging das Schloss durch Heirat an die Familie Harnoncourt-Unverzagt über. 1890 war das Dorf auf 43 Häuser angewachsen und hatte 288 Einwohner, darunter 24 deutschsprachige. Die gesamte Einwohnerschaft war katholisch. Zu Beginn des 20. Jahrhunderts erwarb die Familie Deym von Střítež das Schloss. 1921 wurde die Gemeinde dem Okres Brno-venkov zugeordnet. In den 1940er Jahren erfolgten östlich des Dorfes Bauarbeiten für die Reichsautobahn Breslau-Wien, die 1943 eingestellt wurden. Am 24. April 1945 fand in der Gegend die Panzerschlacht von Groß Urhau statt. Zwischen 1948 und 1960 gehörte die Gemeinde zum Okres Brno-okolí. Nach dessen Aufhebung kam Hajany zum Okres Brno-venkov zurück.

## Gemeindegliederung
Für die Gemeinde Hajany sind keine Ortsteile ausgewiesen.

## Sehenswürdigkeiten
- Kapelle am Dorfplatz, errichtet 1818
- Schloss Hajany, der Mansardbau wurde Ende des 18. Jahrhunderts für die Ritter von Smetana errichtet.
- Gedenkkreuz am Dorfplatz, gestiftet 1808 von Antonín Herman aus Hajany
- Wallfahrtskapelle des hl. Peregrinus Laziosi, nördlich über dem Tal der Bobrava, erbaut von Kriegsinvaliden im 18. Jahrhundert
- Army Park Ořechov, südwestlich des Ortes, die ehemalige Luftabwehrstellung dient heute als Militärtechnisches Museum
- Grablege der Grafen Deym, der neoklassizistische Bau entstand in den 1880er Jahren in dem Wäldchen am südwestlichen Ortsrand unter Hubert Karl Sigmund Franz Josef Harnoncourt–Unverzagt und Josephine Julie Mitrovský von Nemyšl als Grabstätte der Familie Harnoncourt–Unverzagt. Die letzte Beisetzung erfolgte 1935.
- Dämme der unvollendeten Reichsautobahntrasse, östlich des Ortes